# Boagrius
Genre
Boagrius est un genre d'araignées aranéomorphes de la famille des Palpimanidae.

## Distribution
Les espèces de ce genre se rencontrent en Asie.

## Liste des espèces
Selon World Spider Catalog (version 25.5, 25/01/2025) :
- Boagrius pumilus Simon, 1893
- Boagrius qiong Lin & Li, 2022
- Boagrius raffrayi (Simon, 1893)
- Boagrius silindui Benjamin, 2024
- Boagrius simoni Zonstein & Marusik, 2020
- Boagrius tenuisus Sankaran, 2022

## Systématique et taxinomie
Ce genre a été décrit par Simon en 1893 dans les Palpimanidae.

## Publication originale
- Simon, 1893 : Histoire naturelle des araignées. Paris, vol. 1, p. 257-488 (texte intégral).